# Міська електричка регіону Рейн-Майн

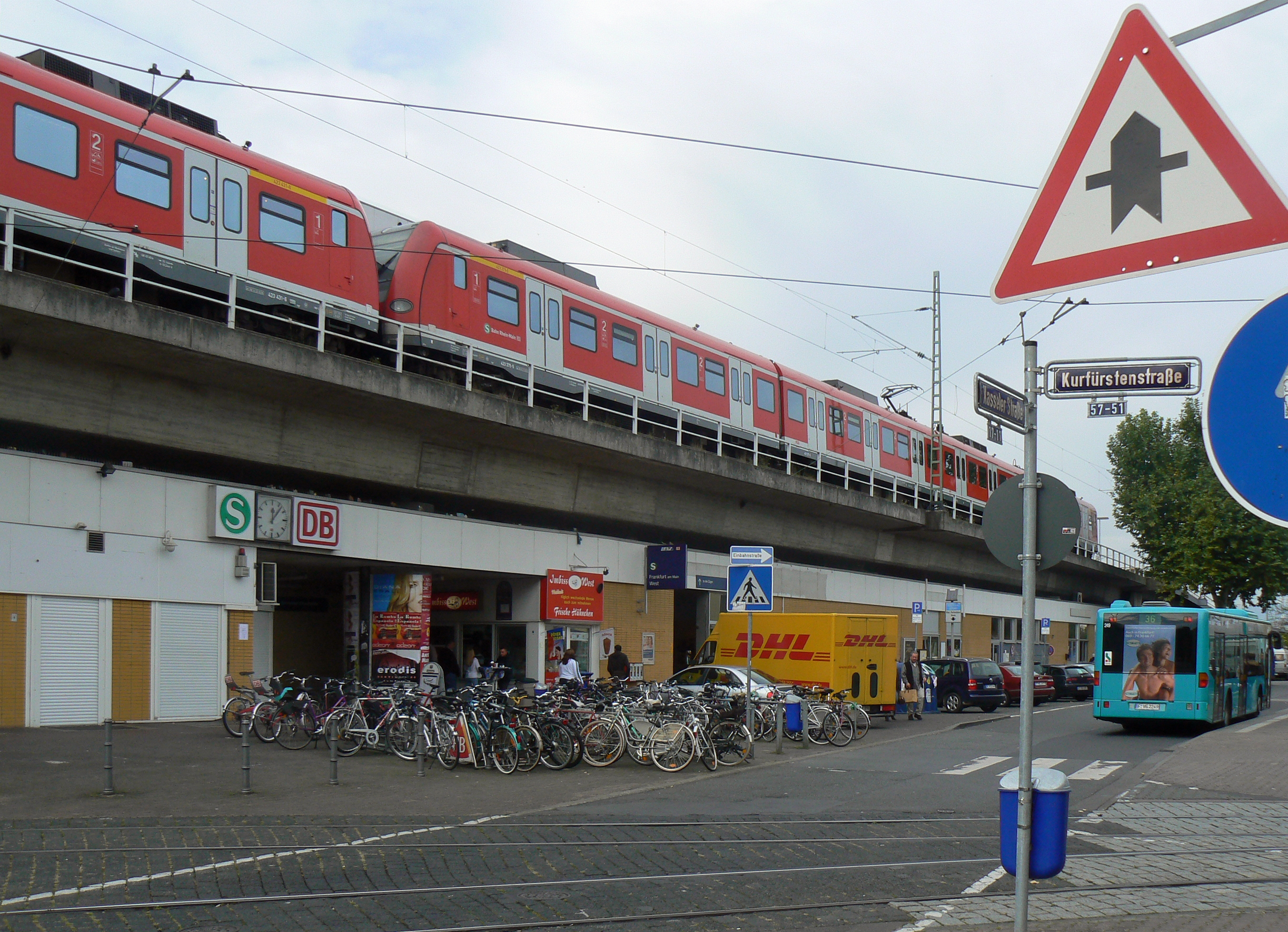
Поїзд у Франкфурті

Міський електропоїзд Рейн-Майн (нім. S-Bahn Rhein-Main) також Франкфуртська міська електричка — система міського залізничного транспорту регіону Франкфурт/Рейн — Майн, який містить міста Франкфурт-на-Майні, Вісбаден, Майнц, Оффенбах-на-Майні, Ганау та Дармштадт
На 2009 пік S-Bahn має 111 зупинок, 303 кілометри залізничних колій, з яких 12 — підземні. 26 зупинок знаходяться в межах міста.
Станом на 2009 рік, мережа складається з дев'яти ліній S-Bahn, вісім з яких проходять через міський тунель — центр Франкфурта. 
Перша черга цього тунелю була відкрита 28 травня 1978 року. 
Подальші черги тунелю були відкриті в 1983 і 1990 роках, до його завершення в 1992 році. 
Мережа належить Rhein-Main-Verkehrsverbund (RMV ) і управляється DB Regio, дочірньою компанією Deutsche Bahn.
Час у дорозі на дев’яти лініях мережі становить від 36 хвилин (на лінії S7) до 87 хвилин (на лінії S1). 
Найдовший час у дорозі до центру Франкфурта (Франкфурт-Гауптвахе) з будь-якої точки мережі становить 54 хвилини. 
Послуги на деяких лініях починаються незабаром після 4  ранку, тоді як на всіх лініях послуги починаються приблизно з 5  ранку. 
Повне обслуговування здійснюється з 6  ранку приблизно до 8  вечора, а дещо скорочене обслуговування здійснюється до пізнього вечора. 
Останні рейси вирушають з Франкфурта приблизно о 1:20 ночі, S8/S9 працює цілодобово.
Мережа S-Bahn досить тісно інтегрована з іншими компонентами транспортної системи регіону, такими як автобусне сполучення в різних містах і містечках, трамвайне сполучення в Майнці, Франкфурті та Дармштадті, а також Франкфуртський штадтбан. 
У Франкфурті можна зробити пересадку на Франкфурт-Гауптвахе або на сусідній станції Франкфурт-Констаблервахе між вісьмома міжміськими лініями S-Bahn і вісьмома з дев’яти міських ліній U-Bahn, тоді як станціях Франкфурт-на-Майні-Головний (S-Bahn) і Франкфурт-на-Майні-Південний можлива пересадка на шість ліній U-Bahn і будь-яку трамвайну лінію міста. 
Деякі можливості для пересадок також існують у передмістях Франкфурта.

## Маршрути та лінії
На вересень 2009 року працює 9 маршрутів міський електропоїзд Рейн-Майн.
| Лінія | Маршрут | Дата відкриття | Довжина | Кількість станцій | Час в дорозі | Середня швидкість |
| ----- | --- | -------------- | ------- | ----------------- | ------------ | ----------------- |
|       | Вісбаден-Головний — Франкфурт-Гехст — Франкфурт-на-Майні-Головний — міський тунель — Оффенбах-Східний — Редермарк-Обер-Роден                | 1978-2003      | 72,1 км | 32 станції        | 87 хвилин    | 49,72 км/год      |
|       | Нідернгаузен — Франкфурт-Гехст — Франкфурт-на-Майні-Головний — міський тунель — Оффенбах-Східний — Дітценбах                                | 1978-2003      | 54,7 км | 27 станцій        | 68 хвилин    | 48,26 км/год      |
|       | Бад-Зоден — Франкфурт-Західний — Франкфурт-на-Майні-Головний — міський тунель — Ланген — Дармштадт-Головний                                 | 1978—1997      | 49,0 км | 30 станцій        | 65 хвилин    | 45,23 км/год      |
|       | Кронберг — Франкфурт-Західний — Франкфурт-на-Майні-Головний — міський тунель — Ланген                                                       | 1978—1997      | 33,5 км | 22 станції        | 48 хвилин    | 41,88 км/год      |
|       | Фрідріхсдорф — Франкфурт-Західний — Франкфурт-на-Майні-Головний — міський тунель — Франкфурт-на-Майні-Південний                             | 1978—1990      | 28,9 км | 17 станцій        | 39 хвилин    | 44,46 км/год      |
|       | Фрідберг — Франкфурт-Західний — Франкфурт-на-Майні-Головний — міський тунель — Франкфурт-на-Майні-Південний                                 | 1978—1990      | 39,1 км | 21 станцій        | 50 хвилин    | 46,92 км/ч        |
|       | Рідштадт-Годделау — Грос-Герау — Дорнберг — Франкфурт-на-Майні-Головний                                                                     | 2002           | 35,2 км | 10 станцій        | 36 хвилин    | 58,67 км/год      |
|       | Вісбаден — Майнц-Головний — Аеропорт Франкфурта-на-Майні — Франкфурт-на-Майні-Головний — міський тунель — Оффенбах-Східний — Ганау-Головний | 1978—1995      | 70,3 км | 28 станцій        | 84 хвилин    | 43,86 км/год      |
|       | Вісбаден — Майнц-Кастель — Аеропорт Франкфурта-на-Майні — Франкфурт-на-Майні-Головний — міський тунель — Оффенбах-Східний — Ганау-Головний  | 2000           | 66,1 км | 25 станцій        | 77 хвилин    | 51,51 км/год      |

## Історія

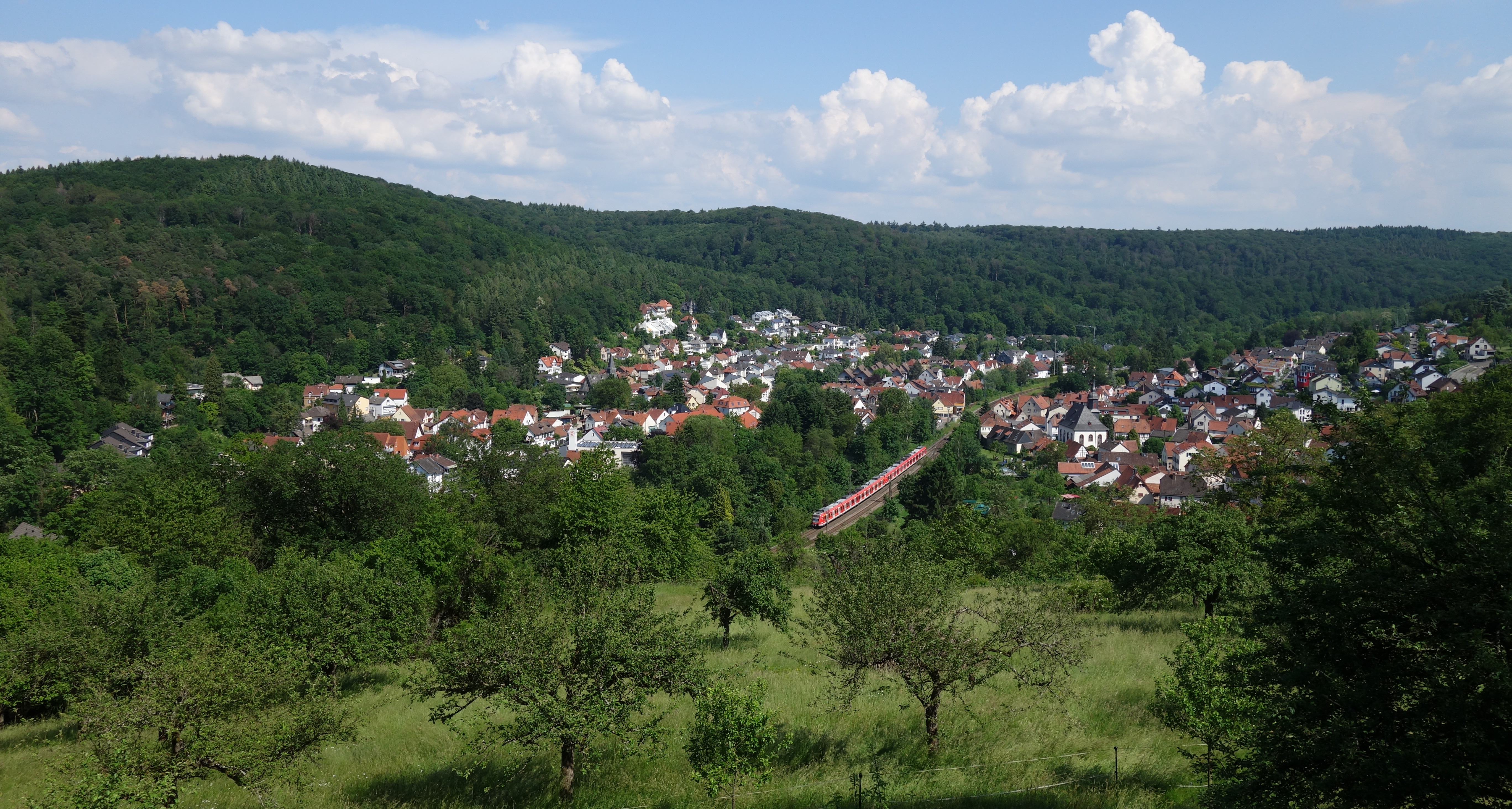
DB class 423 прямуючи до Нідернгаузена, повз Гофгайм-Лорсбах

### Ранні роки
Плани щодо залізничного сполучення між Франкфурт-на-Майні-Головний та Франкфурт-Гауптвахе, центральним пунктом приміського сполучення в місті, розглядались з початку 1960-х років. 
Будівельні роботи над проєктом розпочалися в 1969 році. 
На етапі будівництва були проведені деякі зміни в мережі приміського сполучення в районі Франкфурта, включаючи створення сполучної лінії між Бад-Зоден і Нідергохштадтом.
У 1978 році була відкрита перша черга «міського тунелю» міської залізниці Рейн — Майн, де всі лінії прямували тунелем між Франкфурт-на-Майні-Головний та Франкфурт-Гауптвахе. 
Початкова мережа, яка повністю лежала на північ від річки Майн, містила такі лінії:
- S1: Вісбаден-Головний — Франкфурт-Гехст — Франкфурт-на-Майні-Головний – Франкфурт-Гауптвахе
- S2: Нідернгаузен – Гехст – Франкфурт-на-Майні-Головний – Франкфурт-Гауптвахе
- S3: Франкфурт-Гехст  – Бад-Зоден – Франкфурт-Західний – Франкфурт-на-Майні-Головний – Франкфурт-Гауптвахе
- S4: Кронберг  – Франкфурт-Західний – Франкфурт-на-Майні-Головний – Франкфурт-Гауптвахе
- S5: Фрідріхсдорф – Франкфурт-Західний – Франкфурт-на-Майні-Головний – Франкфурт-Гауптвахе
- S6: Фрідберг  – Франкфурт-Західний – Франкфурт-на-Майні-Головний – Франкфурт-Гауптвахе

У 1980 році до мережі було додано ще дві лінії, що стало можливим завдяки будівництву нового залізничного мосту через річку Майн:
- S14: Вісбаден – Майнц-Головний  – Аеропорт Франкфурт-на-Майні – Франкфурт-на-Майні-Головний
- S15: Аеропорт Франкфурт-на-Майні – Франкфурт-на-Майні-Головний – Франкфурт-Гауптвахе

Завершення в 1983 році продовження міського тунелю на схід завдовжки 600 м до Констаблервахе покращило можливості для розвороту поїздів у тунелі. 
На цьому етапі лінії S1–S6 і лінію S14 було продовжено до Констаблервахе, тоді як S15 було перенаправлено до головного залу Франкфурт-на-Майні-Головний.

### Пізніші події

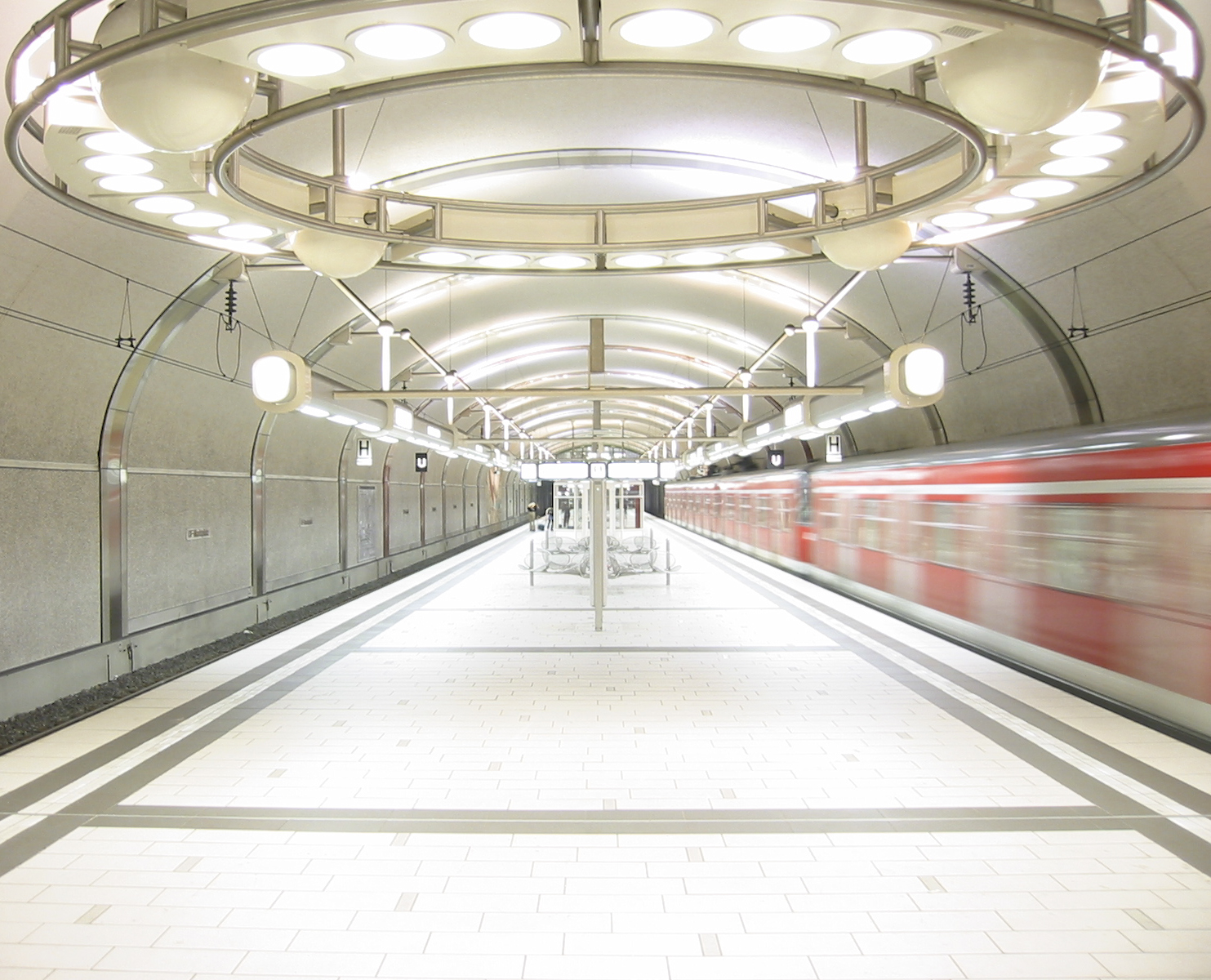
Міський тунель (Оффенбах)

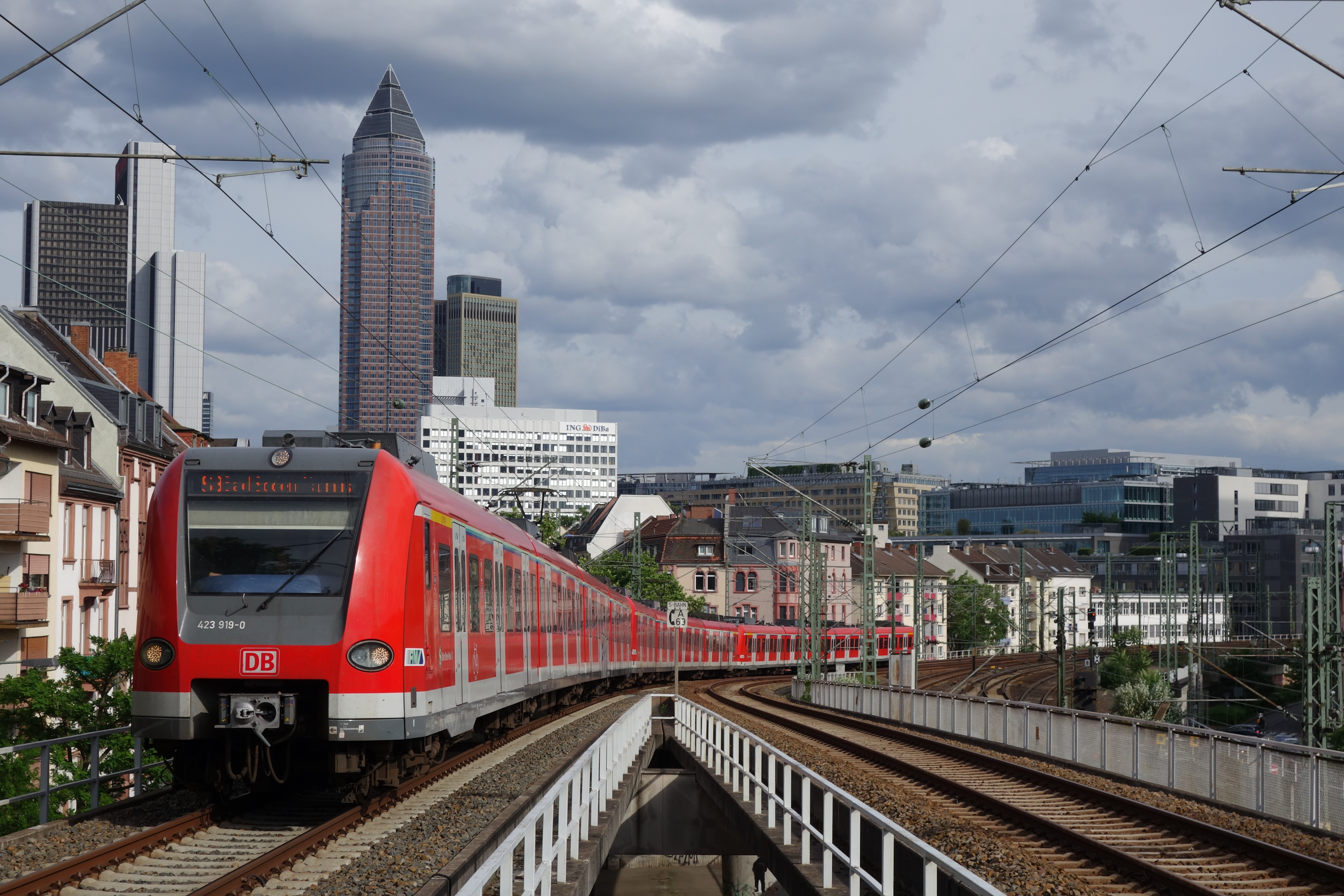
DBAG Class 423 наближається до Франкфурт-Західного

У 1990 році міський тунель було подовжено, додавши до мережі підземні станції Остендштрасе та Локальбангоф, а також наземну станцію Франкфурт-Півленний. 
Усі лінії (за винятком S15) було продовжено до Франкфурт-Південний, тоді як S5 і S6 були продовжені через короткий час до нової станції Штреземаналлє, на південний захід від Франкфурт-Південний.
У 1992 році поїзди S1 і S2 були перенаправлені на нову підземну станцію Мюльберг, першу станцію в напрямку Оффенбаха. 
Це залишило S3, S4, S5 та S6 обслуговувати всі станції між Франкфурт-на-Майні-Головний та Франкфурт-Південний.
S14, який тепер є S8, також обслуговував усі ці станції. 
У 1995 році запроваджений RMV збільшив частоту руху поїздів з 20/40/60 хвилин (залежно від часу доби) до 15/30/45/60 хвилин, який досі використовується в системі. 
На цьому етапі S15 припинив роботу.
Також у 1995 році була відкрита новий міський тунель через місто Оффенбах, що призвело до зміни маршруту S14 (перейменованого на S8) через Мюльберг до міського тунелю Оффенбах і Ганау. 
S1 також було продовжено до Оффенбаха, тоді як S2 повернувся до Франкфурт-Південний. 
У 1997 році маршрути S5 і S6 були трохи скорочені, так що вони курсували лише до Франкфурт-Південний, тоді як S3 і S4 були подовжені до Дармштадта і Лангена. 
Потяги S-Bahn S3 перестали обслуговувати дистанцію між Гехстом і Бад-Зоденом.
У 1999 році S8 було фактично розділено на дві лінії, S8 та S9, обидва курсують між Ганау та Вісбаденом через Майнц-Бішофсгайм. 
S8 курсує через центр Майнца, тоді як S9 прямує через Майнц-Кастель. 
Це означає, що між Вісбаденом, столицею землі Гессен, і Франкфуртом, найбільшим містом землі, можна подорожувати трьома різними маршрутами. 
У тому ж році була відкрита нова станція на лініях S3-S6 на виставковому майданчику Франкфурта (станція Франкфурт-Мессе).
У 2002 році до мережі було додано нову лінію S-Bahn, S7, між Франкфурт-на-Майні-Головний (головний зал прибуття) і Рідштадт-Годделау (замінивши лінію регіональних поїздів на північній частині залізниці Мангайм — Франкфурт). 
Через брак пропускної спроможності в міському тунелі ці поїзди наразі не курсують до центральної частини Франкфурта та за 30-хвилинним розкладом через те, що кілька ліній ICE працюють на одних і тих же коліях.
У 2003 році Родгаубан, мережа приміської залізниці, що обслуговує Оффенбах та його околиці, була включена до мережі S-Bahn Рейн-Майн. 
Це призвело до того, що S1 було подовжено від Оффенбах-Східний до Редермарк-Обер Роден, тоді як S2 також було перенаправлено з Франкфурт-Південний, щоб обслуговувати Оффенбах-Східний і всі станції до нової кінцевої станції в Дітценбах.
Поточна мережа має майже 5-хвилинний інтервал для рейсів між Франкфуртом і Оффенбах-Східний і фактичний 5-хвилинний  інтервал для рейсів між Франкфурт-Головний і Франкфурт-Південний. 
Група ліній S1, S2, S8 і S9 має 10 спільних станцій, як і група ліній S3, S4, S5 і S6. 
Усі лінії, за винятком S7, мають 5 спільних станцій. 
Спочатку така узгодженість викликала значні затримки, спричинені погано функціонуючою сигналізацією. 
Певною мірою це вдалося врегулювати, оскільки кожен другий поїзд S2 у західному напрямку в години пік направлявся до Оффенбах-Головний і кожен другий потяг S2 у східному напрямку в години пік до головного залу Франкфурт-Головний, замість того, щоб курсувати між цими станціями через міський тунель. 
Реконструкція сигнальної технології в міському тунелі дозволила всім поїздам S2, що прямують на захід, курсувати до Нідернгаузена з інтервалом 15 хвилин у 2010 році.
З 2015 року на станції Франкфурт-Головний почали монтувати нову сигнальну вежу для міського тунелю, яка замінила у 2018 році оригінальну сигнальну вежу, яка працювала з 1978 року. 
31 липня — 18 серпня 2006 року міський тунель між Франкфурт-Головний та Констаблервахе був повністю закритий для заміни 30 стрілками. 13 травня 2007 року, який обслуговує S2, новий розривний пункт Франкфурт-Цайльсгайм був відкритий, 31 жовтня 2008 року обслуговується S3, одноколійний розривний пункт Швальбах-Північ.
Зі зміною розкладу 2017/18 було запроваджено безперервний нічний рух у вихідні дні.